# Логогриф
Логогри́ф (греч. λόγος — слово; греч. γρῖφος — сеть) — поэтический и стилистический приём, заключающийся в построении фразы таким образом, чтобы количество букв или звуков в исходном слове или словосочетании постепенно убывало (как правило, в начале соответствующего слова). Примером логогрифического стиха в русской поэзии может служить эпиграмма Л. Н. Трефолева на обер-прокурора синода К. П. Победоносцева:

Победоносцев для синода,

Обедоносцев при дворе,

Бедоносцев для народа

И Доносцев он везде.

Также логогрифом может называться стихотворная загадка, основанная на подобном принципе.